# マテュー・カファロ
マテュー・カファロ（フランス語: Mathieu Cafaro、1997年3月25日 - ）は、フランスのサッカー選手。ポジションはMF。

## クラブ歴
トゥールーズFCの下部組織からトップチームに昇格、2015年9月10日にリーグ・アン初出場。2017年4月3日に、2月11日にエアソフトガンで自動車内から通行人を撃ち怪我を負わせた事が明らかになったため解雇。後に彼はこの事件の犯行に携わった一人である事を自白した。6月13日にトゥールーズの検察はトゥールーズの同僚であったオドソンヌ・エドゥアールを禁錮4ヶ月及び6000ユーロの罰金に処したが、エドゥアールは一貫してカファロが犯人であると主張しており、カフォロ自身が犯行当時車内にはいなかったとする主張と食い違っている。
その後、リーグ・ドゥのスタッド・ランスに加入、彼自身はリーグで僅か10分の出場であったが、クラブはリーグ・アンに昇格した。
2022年1月11日、スタンダール・リエージュに移籍した。
2022年7月20日、ASサンテティエンヌに買取オプション付きのレンタル移籍。

## 家族
父方の祖父がイタリア系。